# Georg Rasch
Georg William Rasch (Odense, 21 de septiembre de 1901-19 de octubre de 1980) fue un matemático, estadístico y psicometrista danés, conocido principalmente por el desarrollo en la década de 1960 del modelo que lleva su nombre (modelo de Rasch), el cual se inscribe dentro del concepto de medición de la Teoría de respuesta al ítem (TRI) y constituye su aplicación más difundida en psicometría. La TRI, sin embargo, se desarrolló paralela y conjuntamente con los aportes de varios matemáticos europeos y estadounidenses. 

## Biografía
Nació en la isleña ciudad de Odense y cuando tenía solo cinco años, su familia se trasladó a Svendborg, también en Fionia, pero algo más al sur. Su padre, Vilhelm Rasch, marino y director de una escuela náutica en Svendborg fue la figura más relevante e influyente en su infancia y juventud. Su madre, Johanne Rasch (nombre de soltera, Duusgaar) murió cuando tenía Georg tenía diecinueve años. Tuvo cuatro hermanos, tres mayores: Oskar, Ejnar y Ellen y una hermana menor, Astrid.
Tempranamente mostró interés por las matemáticas, interesándose en los libros de su padre sobre navegación por la geometría plana y esférica y por el álgebra. Aunque los planes del padre eran que continuara su escolaridad en Svendborg, su profesor de matemáticas lo convenció de que tenía un hijo con dotes y un talento especiales para la matemática, por lo que debía buscar para él una escuela secundaria que tuviese prestigio en esta disciplina. Fue matriculado entonces en la high school de Odense, donde se graduó de secundaria en 1919.
Tras el egreso de la escuela de Odense, continuó estudios superiores de matemáticas en la Universidad de Copenhague. Sus profesores fueron Niels Nielsen y Johannes Hjelmslev, ambos matemáticos de una sólida y prestigiosa trayectoria académica. Mas Rasch fue un estudiante muy destacado que pronto pudo trabajar al mismo nivel que sus maestros, de modo que ya en 1923, sin acabar aún sus estudios de pregrado y con apenas 21 años de edad, publicó en coautoría con Nielsen Notes Supplementaires sur les Equations de Lagrange un artículo que examinaba la teoría de las ecuaciones de Lagrange, un tema que interesó profundamente a Rasch y que retomaría más adelante en su desarrollo como matemático y estadístico.
Debido a que los seminarios de matemáticas básicas se impartían de manera conjunta para los estudiantes de la Universidad de Copenhague y los de la Escuela Politécnica, donde Harald Bohr ejercía la docencia, Rasch asistió también en su momento a los cursos que él dictaba.
Sin embargo, cuando se creó en 1922 una nueva cátedra en matemáticas en la Universidad de Copenhague, esta fue ofrecida a Niels Erik Nørlund, no a Rasch. No obstante, en 1923, Rasch comenzó a trabajar con él y al parecer Nørlund intentó conseguirle, aunque sin éxito, una plaza como profesor asistente, la que no logró que fuese suficientemente dotada del financiamiento necesario, de modo que la colaboración no pudo ser de dedicación exclusiva.
En 1925 obtuvo el grado académico de Master of Science (Maestría en Ciencias), con una tesis en la que discutía algunos temas que había trabajado en conjunto con  Nielsen y que finalizó con un artículo (hasta hoy inédito) sobre teoría de números.
El plan original de Rasch no era ser estadístico, sino dedicarse a la matemática, justamente a cuestiones relativas a la teoría de números. Sin embargo, tal como él mismo indicó en una entrevista, era difícil sobrevivir como matemático en el ámbito académico de principios del siglo XX en Dinamarca. Las plazas como catedrático de universidad eran muy escasas y las de profesor asistente, investigador o docente eran muy mal dotadas y tampoco eran numerosas. 

## Publicaciones
- Rasch, Georg (1960 /1980).  Danish Institute for Educational Research, ed. Probabilistic models for some intelligence and attainment tests. Edition ampliada (1980) con prólogo y epílogo de  B.D. Wright. Copenhague: The University of Chicago Press.